# 3YE
Third Eye (3YE) (hangul: 써드아이)  – anteriormente conhecido como Apple.B (hangul: 애플비) – é um trio sul-coreano da GH Entertainment composto pelas integrantes: Yurim, Yuji e Haeun.
3YE originalmente foi formado sob o nome Apple.B, formado por cinco integrantes: Yurim, Sandy, Yuji, Haeun e Hyunmin. Elas debutaram dia 1 de agosto de 2017 com o primeiro e único single "Woochuchu (우쭈쭈)". Em 2018 Sandy e Hyunmin deixaram a agência, logo GH anunciou o disband do grupo. Em 21 maio de 2019, elas re-estream sob o novo nome e conceito com o single ‘DMT (Do Ma Thang)’. Em 14 de outubro de 2024, cada integrante publicou um comunicado no instagram que o contrato do grupo havia se encerrado em agosto de 2024, e a líder do grupo pediu desculpas aos fãs e agradeceu por as apoiarem durante toda a jornada delas, anunciando assim o disband do grupo.

## História

### Pré-debut
Yurim sempre gostou de atuar, ela seguiu uma amiga em uma audição e foi recrutada pela GH. Haeun ganhou uma competição de dança de rua no International Peace and Arts Festival quando estava no ensino fundamental, ela foi recrutada lá. Yuji participou de diversas competições quando mais nova, entre elas as mais importantes foram, K-pop Star Seson 2, onde chegou ao Top8, e do KARA Project na época em que era trainee do DSP Media, por volta de 2015 se tornou trainee da GH Entertainment.
Inicialmente, a GH Entertainment anunciou em maio que iria estrear um novo girl group que já estava se apresentando em alguns eventos. Elas iriam debutar em julho, mas, por algum motivo não divulgado, o debut foi adiado para agosto.

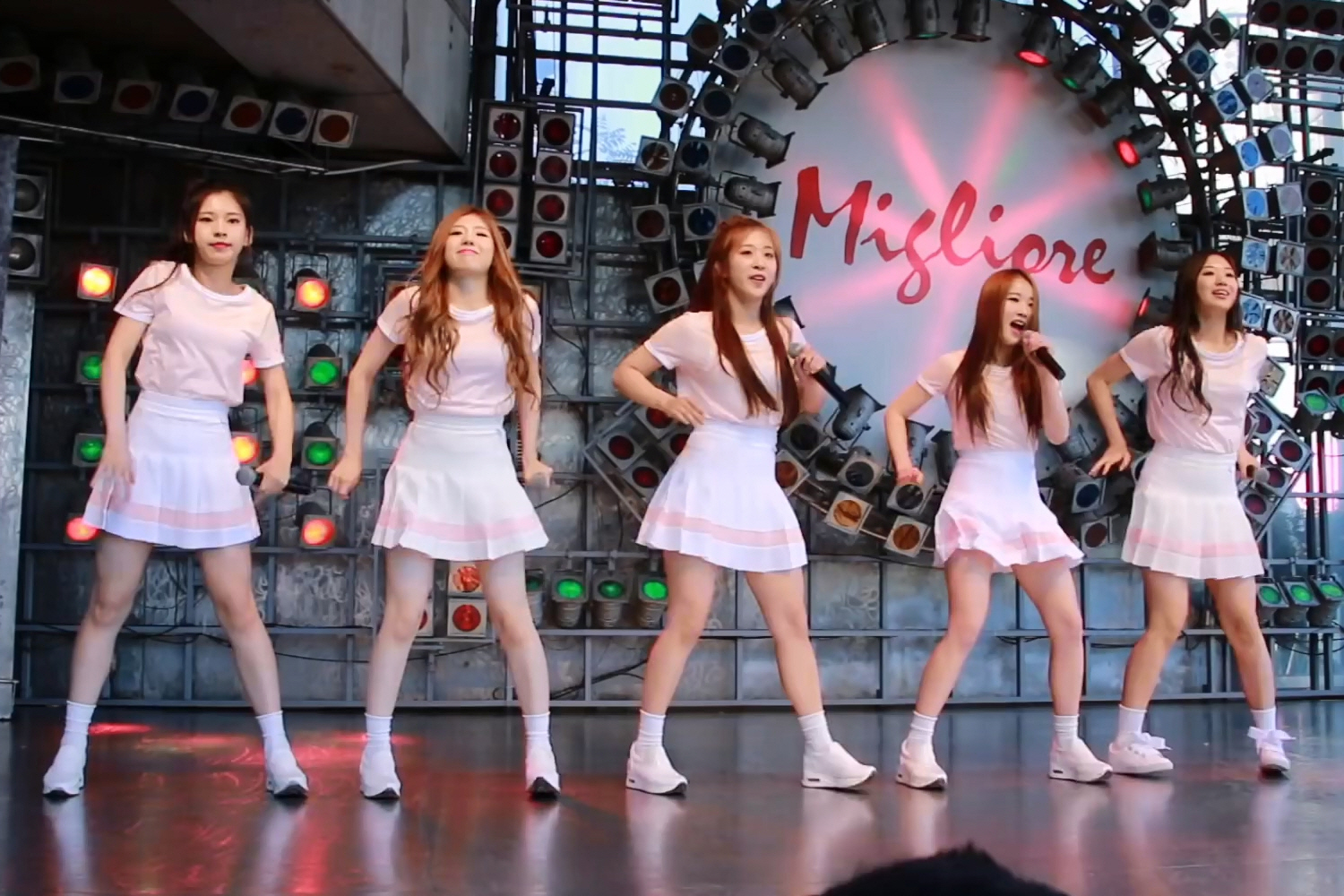
Apple.B - Da esquerda para a direita: Yurim, Sandy, Haeun, Yuji e Hyunmin

### 2017–2018: Debut como Apple.B e The UNIT
No final do mês de julho GH postou os primeiros fotos e videos teasers das integrantes do grupo . Em 1 de agosto de 2017 o grupo fez seu debut sobe o nome de Apple.B com o single "Woochuchu (우쭈쭈)".
Em outubro de 2017, o The Unit: Idol Rebooting Project - três membros (Sandy, Yuji e Haeun) participaram, mas Haeun não conseguiu passar na fase de audição, Yuji  e Sandy continuaram pro programa até a primeira eliminação no episódio 7.
O Instagram, o Facebook, o Twitter e o V LIVE pararam os updates após 13 de abril de 2018. e o segundo projeto do álbum do Makestar, que alcançou 162%, foi cancelado em outubro de 2018. Então GH Entertainment anunciou o disband do grupo, declarando a saida  integrantes Sandy e Hyunmin na agência.  

### 2019: Debut como 3YE e comeback com OOMM
Em abril de 2019 a GH anunciou o redebut do grupo, começando a carregar varios vídeos de dance cover antes do debut, chamado de 3YE Appetizer. Em 21 de maio o grupo redebutou com o nome Third Eye (3YE) com o  single "DMT (Do Ma Thang)", mostrando um conceito totalmente diferente do anterior.
Após seu debut o grupo continuou postando diversos videos covers na conta do youtube em varios idiomas diferentes, tais como: inglês, espanhol, árabe, tailandês, entre outros. Do dia 27 de setembro o grupo fez seu retorno com o single "OOMM (Out Of My Mind)", o videoclipe conquistou 1 milhão de visualizações em apenas uma semana, em comparação com as atuais 400.000 visualizações da Apple.B lançadas há dois anos - agora após redebut com mais de 700.000 visualizações . Além disso, alcançou 110.000 seguidores em sua conta oficial do YouTube, tendo uma resposta positiva dos fãs estrangeiros de K-pop.

## Integrantes

### Atuais integrantes
- Yurim (hangul: 유림), nascida Park Yu-Rim (hangul: 박유림) em Daejeon, Coreia do Sul, em 13 de abril de 1998 (26 anos). Posição: Sub-Vocal.
- Yuji (hangul: 유지), nascida Son Yu-Ji (hangul: 손유지) em Changwon, Coreia do Sul em 25 de novembro de 1998 (26 anos) Posição: Líder Rapper e Vocal .
- Haeun (hangul: 하은), nascida Yoon Ha-Eun  (hangul: 윤하은) em Seongnam, Coreia do Sul em 12 de março de 1999 (26 anos). Posição: Rap, Dancer e Maknae.

Maknae: É o nome dado à membro mais nova do grupo.

### Ex-integrantes
- Sandy (hangul: 샌디), nascida Seo Min Kyung  (hangul: 서민경) em 3 de maio de 1998 (26 anos) Posição: Rap.
- Hyunmin(hangul: 현민), nascida Park Hyun Min (hangul: 박현민) em 14 de outubro de 2001 (23 anos) Posição: Main Vocal.

*Dados retirados do profile oficial disponibilizados no site da GH Entertainment 

## Discografia

### Singles
| "DMT (Do Ma Thang)"     | 2019 | —                                       | —                                       | Digital album single                    |                                         |                                         |                                         |
| "OOMM" (Out Of My Mind) | 2019 | —                                       | —                                       | Digital album single                    |                                         |                                         |                                         |
| QUEEN                   | 2020 | —                                       | —                                       | Digital album single                    |                                         |                                         |                                         |
| YESSIR                  | 2020 | "—" denota lançamentos que não gráfico. | "—" denota lançamentos que não gráfico. | "—" denota lançamentos que não gráfico. | "—" denota lançamentos que não gráfico. | "—" denota lançamentos que não gráfico. | "—" denota lançamentos que não gráfico. |